# Université de La Réunion
L'université de La Réunion est une université française située dans le département d'outre-mer de La Réunion. Fondée par décret le 15 octobre 1982, l'université découle du Centre universitaire de La Réunion fondé en 1970 qui avait lui même été monté sur l’Institut d’études juridiques, économiques et politiques, antenne de l’institut d’Administration des Entreprises d’Aix-Marseille créée en 1963.
En 2023, l'université accueille autour de 19 000 étudiants par an, soit les trois quarts des étudiants de l'île.
L'Université de La Réunion a été, du 12 mars 2024 au 17 février 2025, placée sous l'administration provisoire de Jacques Comby. Cela fait suite de la suspension de son président Frédéric Miranville par décision de Madame la Ministre de l'enseignement supérieur, de la recherche et de l'innovation,.
Le 17 février 2025, Jean-François Hoarau est élu président de l'université de La Réunion.

## Histoire

### Présidences
| Identité                              | Période         | Période      | Durée |
| Identité                              | Début           | Fin          | Durée |
| ------------------------------------- | --------------- | ------------ | ----- |
| Pierre Livet (né en 1945)             | 15 octobre 1982 | 1987         | 5 ans |
| Michel Carayol (d) (né en 1935)       | 1987            | 1992         | 5 ans |
| Patrick Hervé (d), (né au XXe siècle) | 1992            | 1997         | 5 ans |
| Michel Boyer (d) (né au XXe siècle)   | 1997            | 2002         | 5 ans |
| Frédéric Cadet (né en 1963)           | 2002            | 2004         | 2 ans |
| Serge Svizzero (né en 1967)           | 2004            | 2008         | 4 ans |
| Mohamed Rochdi (d)                    | 2008            | 2016         | 8 ans |
| Frédéric Miranville (d), (né en 1977) | 2016            | octobre 2023 | 7 ans |
| Jacques Comby (d) (né en 1956)        | 2024            | 2025         | 1 an  |
| Jean-François Hoarau (d)              | 2025            |              |       |

## Composantes
- Laboratoire de l'atmosphère et des cyclones

## Les campus
Son campus principal se trouve près du rectorat et du siège du conseil régional de La Réunion, au Moufia, à Saint-Denis. Cependant l'université est présente sur sept sites :
- Au nord : Bellepierre, Victoire et Moufia (à Saint-Denis), Technopole (à Sainte-Clotilde)
- A l'ouest : Maïdo[16]
- Au sud : Terre Sainte (à Saint-Pierre), Le Tampon
- A l'est : Saint-André (à venir[Quand ?])

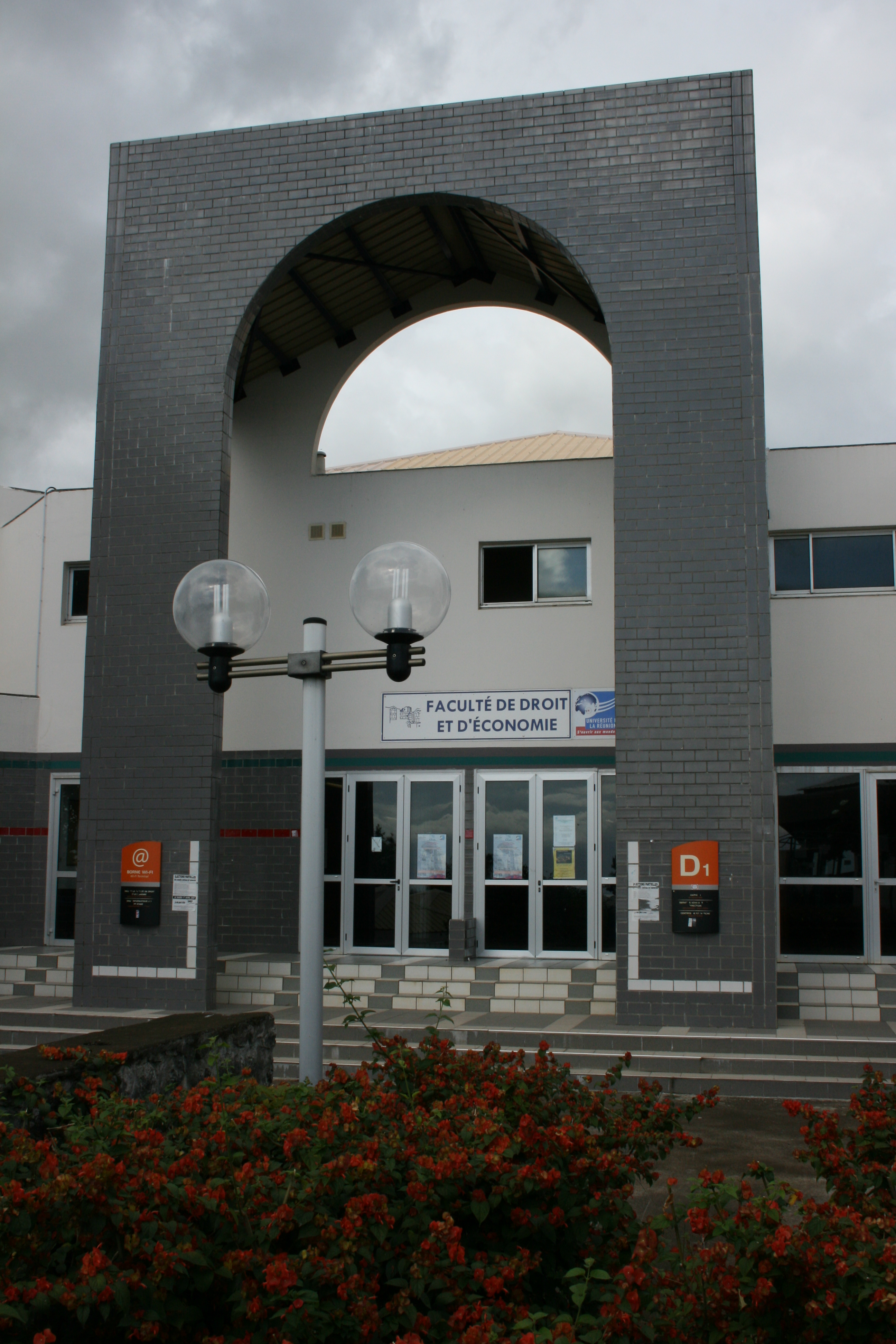
L'arche à l'entrée du bâtiment principal de la faculté sur le campus de l'université de La Réunion au Moufia.
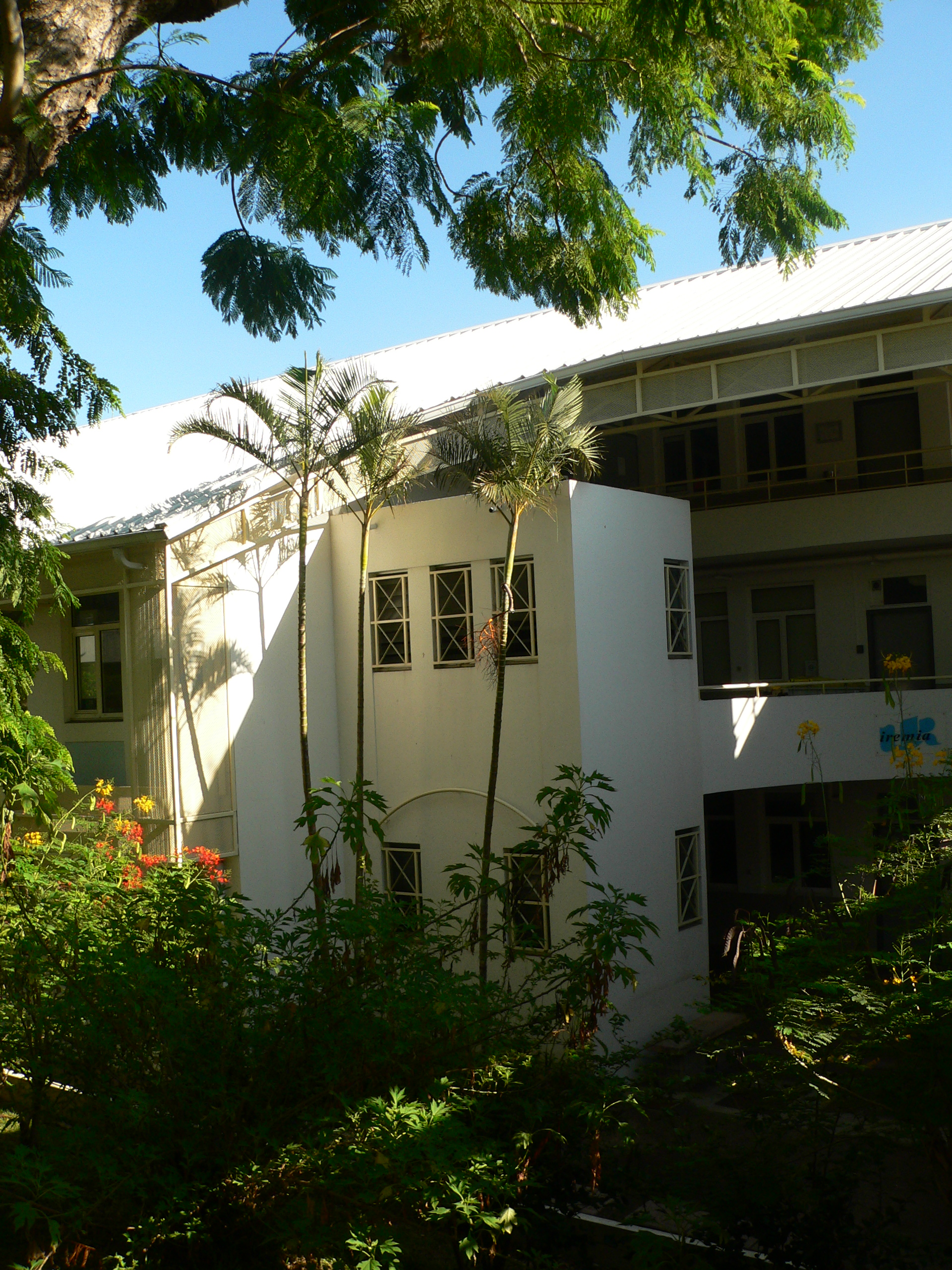
Campus du Moufia.

## Vie étudiante

### Évolution démographique
| 2000   | 2001   | 2002   | 2003   | 2004   | 2005   | 2006   | 2007   |
| ------ | ------ | ------ | ------ | ------ | ------ | ------ | ------ |
| 10 218 | 10 485 | 10 878 | 10 964 | 10 817 | 10 891 | 10 579 | 10 348 |

| 2008   | 2009   | 2010   | 2011   | 2012   | 2014   | 2015   | 2016   |
| ------ | ------ | ------ | ------ | ------ | ------ | ------ | ------ |
| 11 310 | 11 659 | 11 653 | 11 593 | 13 289 | 14 794 | 15 223 | 15 529 |

## Personnalités liées

### Enseignants et anciens enseignants
- Serge Svizzero, professeur d'université des sciences économiques, président de l'université de La Réunion de 2004 à 2008 ;
- Wilfrid Bertile, professeur d'université, géographe et homme politique ;
- Thérésien Cadet, botaniste (1937-1987) ;
- Yvan Combeau, professeur d'université, historien ;
- Claude Wanquet, historien.
- Pascal Duret, professeur des universités, sociologue, directeur de collection PUF, expert AERES ;
- Prosper Ève, maître de conférences, historien ;
- Thierry Libaert, expert en communication ;
- Sudel Fuma, maître de conférences, historien, homme politique (il a été adjoint de Gilbert Annette à Saint-Denis de 1989-1995, élu de l'opposition de 1995-2001, candidat aux municipales de 2014 sur la liste UMP conduite par René-Paul Victoria ;

### Anciens étudiants
- Ericka Bareigts, femme politique et ministre des Outre-mer ;
- Raymond Barre, économiste et homme politique ;
- Serge Maillot, doyen de la licence de mathématiques ;
- Coline Ménard, surfeuse ;
- Manu Payet, animateur radio, humoriste et acteur ;
- Yolande Calichiama, journaliste

## Projet
Dans le cadre d'une unité d'enseignement à l'Université de La Réunion, les étudiants de Master 2 en Information et Communication (Infocom) et en Géographie ont été formés à une démarche d'enquête citoyenne et à la réalisation vidéo en lien avec EPOP Network1. Ils ont recueilli les témoignages de Réunionnais, notamment des "gramouns", sur les changements environnementaux observés sur leur territoire. Les vidéos réalisées ont été diffusées lors de projections, de débats publics, ainsi qu'à des événements locaux et internationaux, tels que la Fête de la Science et le Congrès mondial de la Nature2. Laurent Payet, lauréat du concours ePOP 2020, a accompagné les étudiants dans ce projet, leur offrant la possibilité d'intégrer ces sujets dans leurs mémoires de recherche[passage promotionnel].